# Wells (Verenigd Koninkrijk)
Wells is een civil parish met de officiële titel van city, in het district Mendip, in het Engelse graafschap Somerset. De stad ligt aan de zuidelijke rand van de Mendip Hills en telde in 2011 10.536 inwoners. Wells heeft sinds 1205 stadsrechten en is met haar inwonertal na de City of London de kleinste stad in Engeland.
De stad is vooral bekend vanwege haar kathedraal, die in de jaren tussen 1182 en 1490 werd gebouwd. Vanwege deze kathedraal bezit Wells haar stadsrechten, omdat elke stad in Engeland die een kathedraal bezit zichzelf automatisch stad mag noemen.

## Geografie
Wells ligt aan de voet van de Mendip Hills, waar deze samenkomen met de laagvlakte van Somerset. De heuvels bestaan voornamelijk uit kalksteen en dat wordt op verschillende plekken in de omgeving gedolven. De stad zelf ligt in het zuidwesten van Engeland, ongeveer 35 kilometer ten zuiden van Bristol en 45 km ten noordoosten van Taunton, de hoofdstad van Somerset.
Net als de rest van Zuidwest-Engeland heeft het gebied een zeeklimaat dat over het algemeen natter en zachter is dan de rest van Engeland. De jaarlijkse gemiddelde temperatuur is ongeveer 10 °C. Januari is de koudste maand met een gemiddelde minimumtemperatuur tussen 1- en 2 °C. Juli en augustus zijn de warmste maanden met een gemiddelde maximumtemperatuur van circa 21 °C.

## Geschiedenis
De eerste tekenen van bewoning in het gebied rond Wells gaan ver terug in de tijd. In de heuvels rondom Wells zijn sporen van prehistorische bewoning teruggevonden, waaronder in de grotten van Wookey Hole en een walburcht genaamd King's Castle. Archeologisch onderzoek heeft uitgewezen dat er tijdens de Romeinse tijd reeds een religieus centrum met mausoleum moet hebben gestaan. Wells werd echter pas een belangrijk centrum ten tijde van de Saksen, toen koning Ine van Wessex in 704 een munster stichtte ter nagedachtenis aan Andreas. De stad is vernoemd naar de verschillende waterbronnen (Engels: well) die hier te vinden zijn. Wells staat genoteerd in het Domesday Book uit 1086 als Welle, dat afgeleid is van het Oudengels wiells.

## Bezienswaardigheden
Binnen een ommuurd gedeelte, de Liberty of Saint-Andrew, liggen de kathedraal (12de-15de eeuw), Bishop's Palace (13de-15de eeuw), Vicar's close (15de eeuw), de Old Deanery (12de eeuw) en St John's Priory (14de eeuw). De toegangen tot het geheel zijn de poorten met namen als Penniless Porch, The Bishop's Eye en Brown's Gatehouse die rond 1450 gebouwd zijn. Andere monumenten zijn St. Cuthbert Church, die door sommige toeristen voor de kathedraal wordt aangezien, The Bishop's Barn, een schuur uit de 15de eeuw en de Music School die ondergebracht is in een 15de-eeuws gebouw, de voormalige woning van de Archdeacon van Wells.
Op 10 kilometer ten zuiden van Wells ligt Glastonbury met onder meer de abdij en Glastonbury Tor en waar elk jaar het Glastonbury Festival plaatsvindt.

## Geboren
- Thomas Linley senior (1733-1795), musicus
- Alexander Edmund Batson Davie (1847-1889), politicus en advocaat
- Mary Rand (1940), atlete

## Galerij

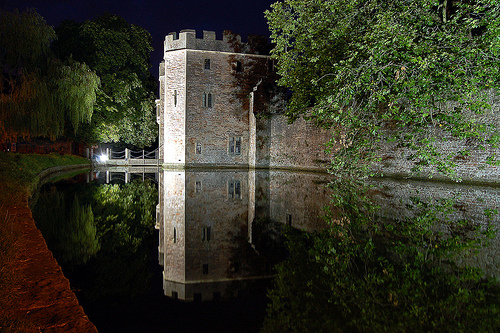
The Bishop's Palace poortgebouw en ophaalbrug
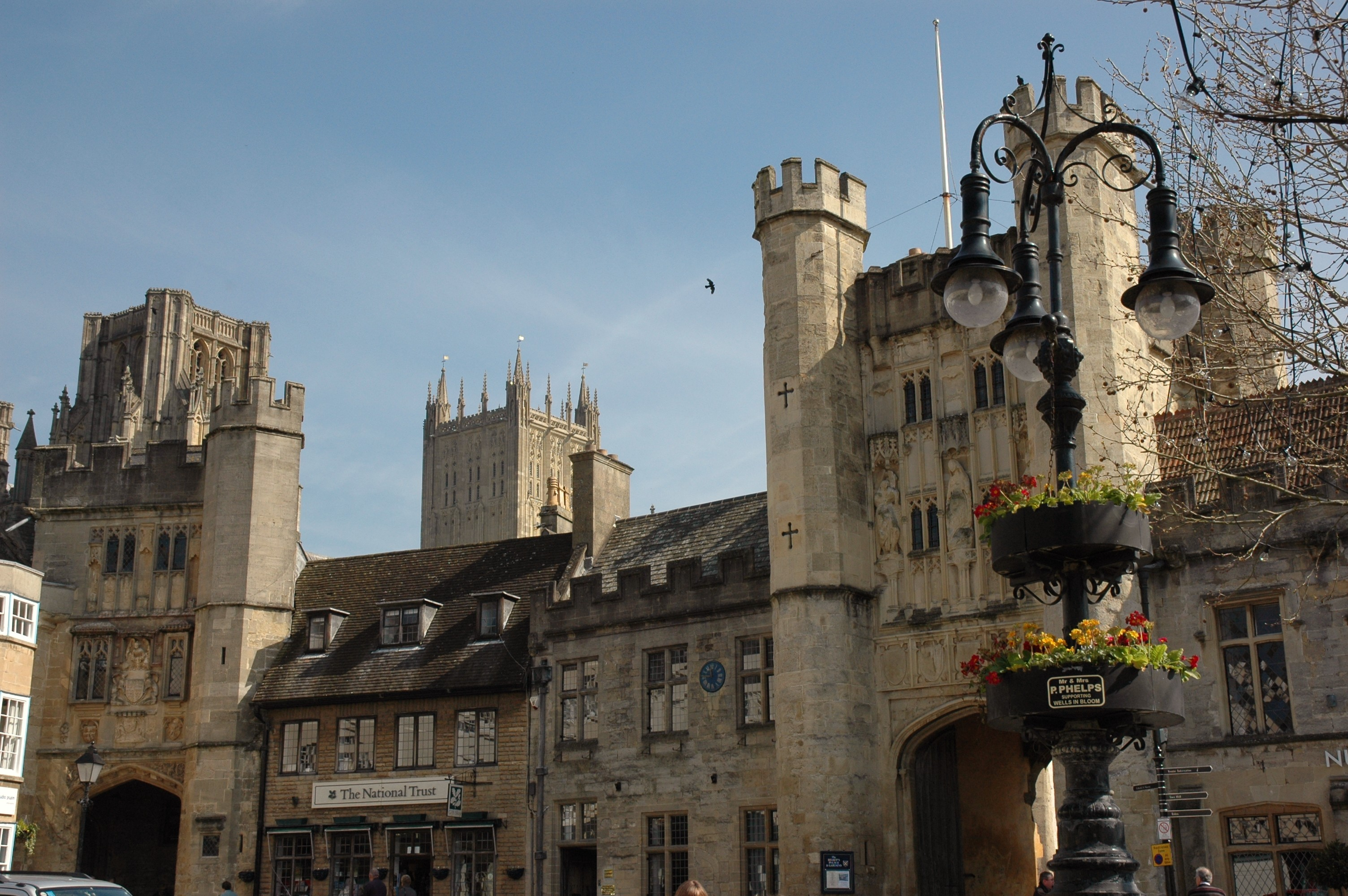
Penniless Porch en The Bishop's Eye in Wells
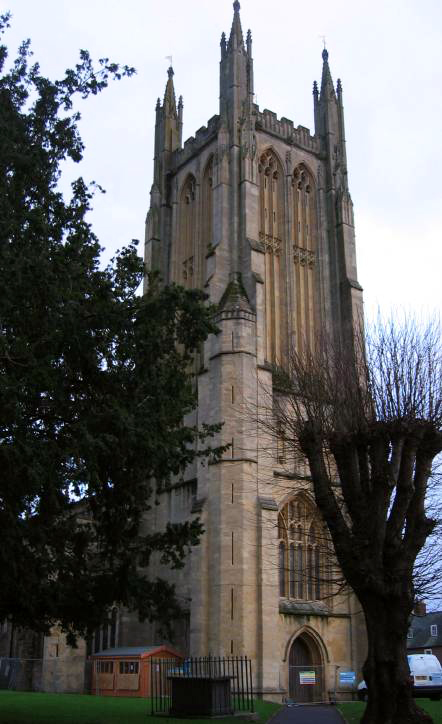
St.Cuthbert Parish Church in Wells
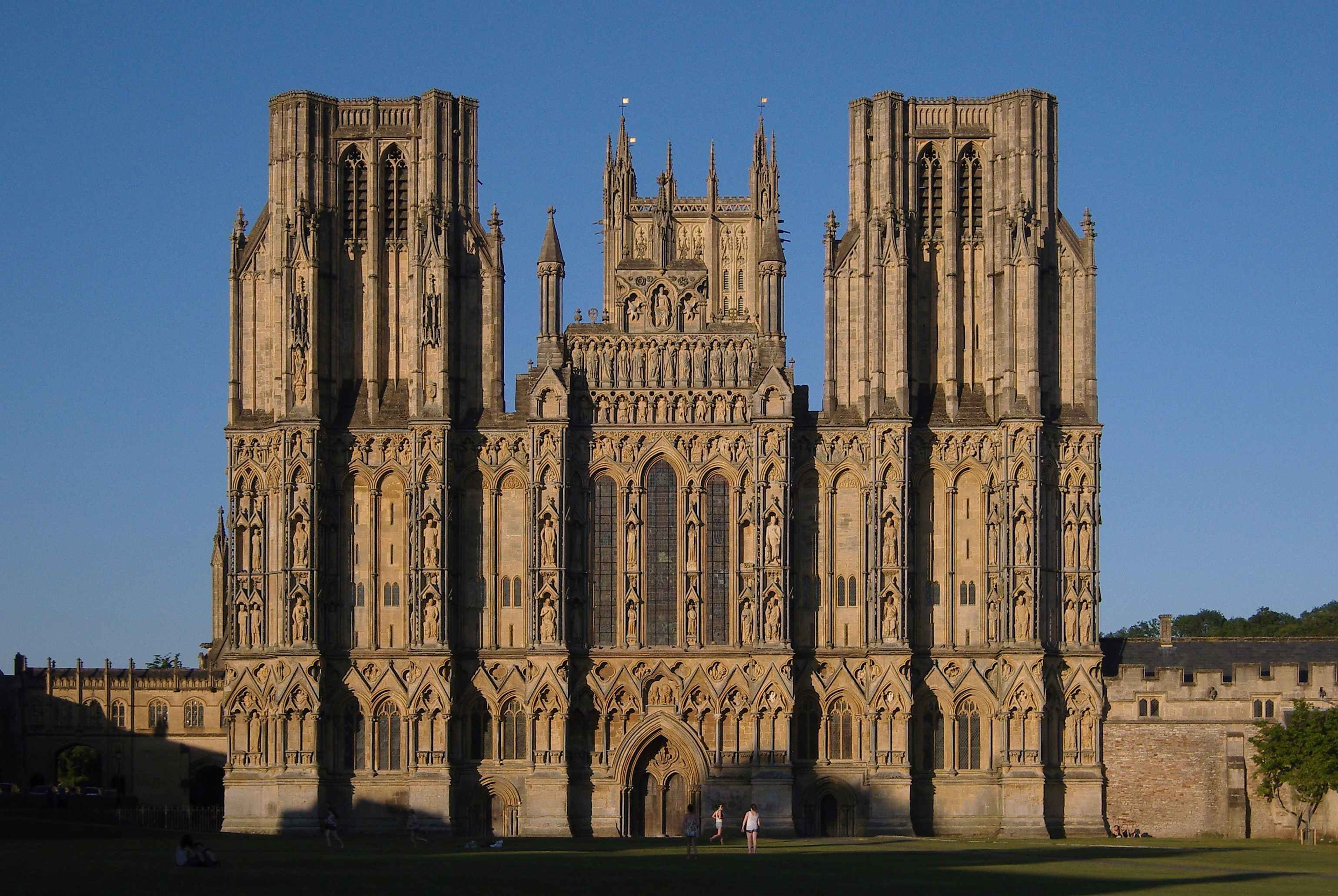
De voorgevel van Wells Cathedral
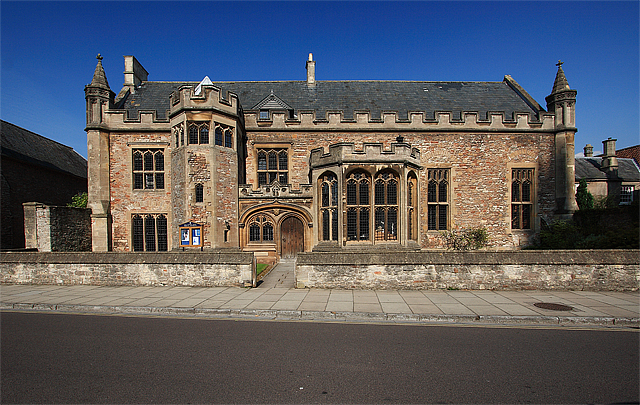
De Music School van de Wells Cathedral School
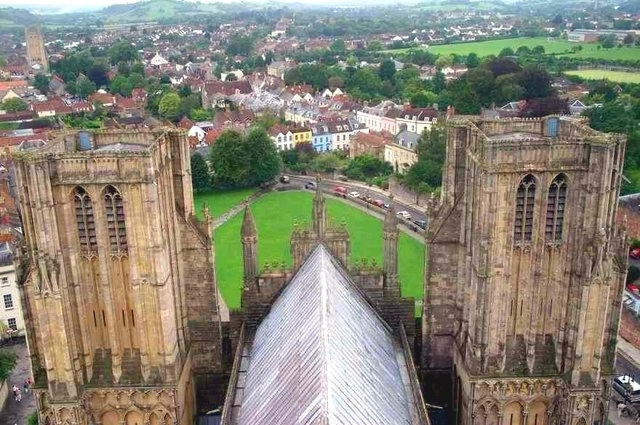
Zicht vanuit de toren van de kathedraal